# 와이가오챠오보세구 북역
와이가오차오 보세구 북역(중국어: 外高桥保税区北站)은 상하이 푸둥 신구 양가오 북로 쉐첸가 화산로에 위치한 상하이 지하철 6호선의 고가역으로 2007년 12월 29일 개통되었다.
본 역은 상하이 자유무역구 2번 게이트에 인접해 있다.

## 역 구조
| 3층    | 상대식 승강장, 오른쪽 출입문이 열림 | 상대식 승강장, 오른쪽 출입문이 열림   |
| 3층    | ←                                   | ■6호선 강청루 방면 (시·종착역)        |
| 3층    | →                                   | ■6호선 동방스포츠센터 방면 (항진루)   |
| 3층    | 상대식 승강장, 오른쪽 출입문이 열림 |                                       |
| 2층    | 대합실                              | 개집표기, 자동매표기, 유인 안내데스크 |
| 지면층 | 출구                                | 1-2번 출구                            |

## 버스 환승
181, 푸둥78로, 보세구 무료버스 1호선, 보세구 무료버스 5호선

## 출구
|          |                                  |      |  |
| 출구번호 | 출구 위치                        | 사진 |  |
| 1번 출구 | 마지로(马吉路), 지룽로(基隆路)   |      |  |
| 2번 출구 | 쉐촨가(学前街), 하이춘로(海春路) |      |  |

## 같이 보기
- 상하이 자유무역구